# Sybille Prähofer
Sybille Prähofer (* 26. Juli 1972 in Linz) ist eine österreichische Unternehmerin und war Politikerin der Österreichischen Volkspartei (ÖVP). Von April bis Oktober 2021 war sie Abgeordnete zum Oberösterreichischen Landtag.

## Leben

### Ausbildung und Beruf
Sybille Prähofer besuchte nach der Volksschule in Wels die dortige private Hauptschule der Franziskanerinnen sowie von 1986 bis 1990 die Fachschule für Werbung und Kommunikationsdesign an der HTL 1 Bau und Design Linz. Anschließend war sie als Grafik-Designerin und Art-Director in Wels und Salzburg tätig. In den darauffolgenden Jahren besuchte sie mehrere Seminare und Lehrgänge in den Bereichen Marketing, Kommunikations-Strategien, Öffentlichkeitsarbeit und Medientraining.
2011 absolvierte sie das Politiktraining der OÖVP Frauen, 2016/2017 das Bundesmentoring-Programm des Österreichischen Wirtschaftsbundes. Seit 2007 ist sie geschäftsführende Gesellschafterin der AZ-Marketing GmbH, einer Agentur für Marketing, Werbung und Employer Branding mit Sitz in Wels. Prähofer ist verheiratet und wurde 1996 Mutter eines Sohnes.

### Politik
Sie gehörte von 2015 bis 2019 dem Gemeinderat der Stadt Wels an und war Mitglied in den Ausschüssen Finanzen und Präsidial und Umwelt, Gesundheit und Frauen. Von 2014 bis 2018 fungierte sie als Bezirksleiterin der OÖVP Frauen Wels-Stadt. In der Wirtschaftskammer Oberösterreich wurde sie 2019 Bezirksvorsitzende von Frau in der Wirtschaft Wels-Stadt.
Am 22. April 2021 wurde sie in der XXVIII. Gesetzgebungsperiode als Abgeordnete zum Oberösterreichischen Landtag angelobt. Sie rückte für Jürgen Höckner nach, der sein Mandat zurücklegte. Im Landtag wurde sie Mitglied im Ausschuss für Frauenangelegenheiten, im Umweltausschuss und im Ausschuss für Wohnbau, Baurecht und Naturschutz. Nach der Landtagswahl 2021 schied sie aus dem Landtag aus.